# Aphex Twin
Richard David James (Limerick, 18. kolovoza 1971.), poznatiji po snimateljskom pseudonimu Aphex Twin, britanski je elektronički glazbenik iz Cornwalla. Poznat je po utjecajnom i idiosinkrastičnom radu tijekom 90-ih godina 20. stoljeća u glazbenim žanrovima kao što su ambijentalni techno i IDM, za koji je dobio masovne pohvale kritičara. Također je jedan od osnivača Rephlex Recordsa s Grantom Wilson-Claridgeom.
Izvorno objavljujući acid techno-glazbu pod pseudonimima AFX i Polygon Window, James je prvi put dobio sveopće pohvale kritičara za album Selected Ambient Works 85–92 iz 1992. Postao je slavan i u glavnoj struji uz pomoć EP-a Come to Daddy iz 1997. i singla "Windowlicker" iz 1999. Nakon objave albuma Drukqs 2001. James neko vrijeme nije objavljivao glazbene uratke pod glavnim pseudonimom, ali je objavio seriju EP-ova Analord 2005. pod pseudonimom AFX. Pod imenom Aphex Twin 2014. je objavio album Syro, za koji je osvojio nagradu Grammy za najbolji dance/elektronički album.

## Životopis

### Rani život
James se rodio u Limericku u velškoj obitelji, a odrastao je u Lanneru u Cornwallu s dvjema starijim sestrama; ondje je proveo "vrlo sretno" djetinjstvo tijekom kojeg su "uglavnom smjeli raditi što su htjeli". Uživao je u tamošnjem životu te se osjećao kao da je odijeljen od obližnjih gradova i ostatka svijeta. Jedan od njegovih najranijih glazbenih eksperimenata u djetinjstvu bilo je igranje žicama koje su se nalazile unutar obiteljskog klavira, što je slično eksperimentima s prepariranim klavirom skladatelja Johna Cagea. S devet je godina počeo kupovati kasete i kasetofone. James je bio učenik škole u kornvolskom gradu Redruthu i izjavio je da je kao jedanaestogodišnjak proizveo zvuk na Sinclairu ZX81 (stroju bez zvučnog hardvera):
Kad mi je bilo 11, osvojio sam 50 funti na natjecanju za taj program koji je stvarao zvuk na ZX81. Niste mogli stvoriti zvuk na ZX81, ali sam se igrao sa strojnim jezikom te naišao na neke kodove koji su vraćali televizijski signal; kad biste pojačali glasnoću, dolazilo bi do te vrlo čudne buke.
 Međutim, tu je tvrdnju opovrgnuo članak u časopisu Fact dokazavši da je druga osoba pobijedila na tom natjecanju i osvojila šest funti, a ne 50.
Prema riječima glazbenika Benjamina Middletona James je sljedeće godine počeo stvarati glazbu. S dvanaest je godina kupio svoj prvi sintesajzer, koji je samostalno sastavio: "Počeo sam modificirati analogni sintesajzer i smeće koje sam kupio te postao ovisan o stvaranju zvukova. To me jako uzbuđivalo. U to vrijeme nisam baš slušao glazbu." Kao tinejdžer radio je kao disk-džokej u Shire Horse Innu u St Ivesu, s Tomom Middletonom u Bowgie Innu u Crantocku te na plažama u okolici Cornwalla. Studirao je na Kornvolskom fakultetu od 1988. do 1990., gdje je diplomirao strojarstvo. Izjavio je da su, što se tiče njegovih studija, "glazba i elektronika išle ruka pod ruku". James je završio fakultet; prema riječima njegova predavača James je često nosio slušalice tijekom praktičkih vježbi i "bez sumnje razmišljao o miksevima na kojima će poslije raditi".

### Početak 90-ih godina 20. stoljeća: Rana karijera
James se 1989. sprijateljio s Grantom Wilson-Claridgeom dok su svaki drugi tjedan radili kao DJ-evi u pubu Bowgie u blizini Newquayja. Wilson-Claridgea zainteresirao je njegov set i, kad je otkrio da James pušta snimke vlastite glazbe, predložio mu je da zajedno počnu snimati albume. U početku su objavljivali snimke na gramofonskim pločama kako bi je mogli čuti njihovi prijatelji; budući da zbog zemljopisne izolacije nisu mogli doći do glazbe koju su htjeli čuti, odlučili su stvoriti vlastitu.
Jamesovo je prvo izdanje pod imenom Aphex Twin, poslije promijenjenom u AFX, bio dvanaestoinčni EP Analogue Bubblebath iz 1991., koji je objavio Mighty Force Records. Skladba "En Trance to Exit" snimljena je s Tomom Middletonom, također znanom pod imenom Schizophrenia. EP se pojavio na popisu pjesama Kiss FM-a, utjecajne londonske radijske postaje koja mu je pripomogla da postane uspješan.
Godine 1991. James i Wilson-Claridge osnovali su Rephlex Records kako bi promovirali "inovaciju u dinamici acida – obožavana i neshvaćena žanra housea koji su neki zaboravili, a drugima je tek nov, pogotovo u Britaniji". James je od 1991. do 1993. objavio dva EP-a u serijalu Analogue Bubblebath (jedan bez imena, a drugi pod imenom AFX) i EP Bradley's Beat pod pseudonimom Bradley Strider. Iako se preselio u London kako bi se upisao na elektronički tečaj na Kingston Polytechnicu, priznao je Davidu Toopu da je prestao pohađati tečaj jer se želio nastaviti baviti technom.

### 1992. – 1995.: Uspjeh
Prvi je studijski album Aphexa Twina Selected Ambient Works 85–92 objavljen 1992. pod licencijom R&S Recordsa i dobio je pohvale kritičara; John Bush s mrežnog mjesta AllMusic nazvao ga je "prekretnicom u ambijentalnoj glazbi". Godine 2002. Rolling Stone o albumu je izjavio: "Aphex Twin proširio se daleko izvan ambijentalne glazbe Briana Ena spajajući lijepe zvučne slike s oceanskim ritmovima i basističkim dionicama." Pitchfork je smatrao da se pjesme na albumu "nalaze među najzanimljivijom glazbom stvorenom pomoću tipkovnice i računala". Međutim, kritičari su istaknuli da su pjesme snimljene na kasetama i da je njihova kvaliteta zvuka uglavnom loša.
James je 1992. također objavio Xylem Tube EP i Digeridoo (prvi je reproducirao DJ Colin Faver na londonskoj radijskoj postaji Kiss FM) kao Aphex Twin, Pac-Man EP (utemeljen na istoimenoj arkadnoj igri) kao Power-Pill i dva od svoja četiri EP-a u serijalu Joyrex (Joyrex J4 EP i Joyrex J5 EP) kao Caustic Window. "Digeridoo" se našao na 55. mjestu ljestvice Britanskih singlova te je za nj Rolling Stone rekao da je predvidio drum and bass. Skladao je "Digeridoo" kako bi raščistio publiku nakon ravea. Te su rane uratke objavili Rephlex Records, Mighty Force iz Exetera i R&S Records iz Belgije.
Godine 1993. James je objavio Analogue Bubblebath 3; EP On i njegov remiksani EP; Bradley's Robot, drugi EP pod imenom Bradley Strider; još dva EP-a kao Caustic Window te Surfing on Sine Waves i "Quoth EP", prva dva izdanja pod licencijom Warp Recordsa. Godine 1994. Warp Records objavio je Selected Ambient Works Volume II, album koji je sadržavao manje beatova i melodičniji zvuk od prethodnog albuma. Imena pjesama opisana su simbolima strukturnih krugova, a svakomu od njih pridružena je odgovarajuća slika u knjižici albuma (osim pjesmi "Blue Calx"). Kako bi dešifrirali nazive, slušatelji su trebali usporediti trajanje svake skladbe s veličinom simbola strukturnih krugova; primjerice, ime prve skladbe (često nazivane "Cliffs") dobiva se kombiniranjem prvog simbola s prvom slikom (stjenovite litice). James je u časopisu The Wire i drugdje izjavio da su skladbe nadahnuli lucidni snovi i sinestezija. Među ostalim uradcima objavljenim 1994. nalaze se četvrti EP u serijalu Analogue Bubblebath, GAK (sačinjen od ranih demouradaka poslanih Warp Recordsu) i Classics, kompilacija koja se sastojala od EP-a ''Digeridoo'' i Xylem Tube EP-a.
Za naslovnicu albuma iz 1995. ...I Care Because You Do James je iskoristio sliku svojeg lica; riječ je o motivu koji će se ponovno pojaviti na naknadnim albumima. Pjesme na albumu nastajale su od 1990. do 1994., a određuju ih različiti glazbeni stilovi. To je posljednji Jamesov album iz 90-ih godina 20. stoljeća na kojem je analogni sintesajzer bio u prvom planu. Zamolio je Philipa Glassa, skladatelja klasične glazbe, da snimi orkestralnu inačicu pjesme "Icct Hedral" (skladbe na tom albumu), koja se naposljetku pojavila na EP-u Donkey Rhubarb. Iste je godine James objavio EP Hangable Auto Bulb, koji je popularizirao kratkotrajni stil drill 'n' bassa.

### 1995. – 2000.: Komercijalni vrhunac
U studenom je 1995. časopis The Wire objavio članak "Advice to Clever Children" ("Savjet pametnoj djeci"). U vrijeme je intervjua Karlheinzu Stockhausenu dostavljena kutija snimki nekoliko glazbenika (među kojima je bio i Aphex Twin); Stockhausen je izjavio:
James, koji je Stockhausenov obožavatelj, odgovorio je: "Mislim da bi trebao poslušati par mojih skladbi: "Digeridoo"; i onda bi prestao raditi apstraktne, nasumične uzorke uz koje ne možete plesati".
Richard D. James Album, Jamesov četvrti studijski album pod imenom Aphex Twin, objavljen je 1996. pod licencijom Warp Recordsa. U nazivu je albuma sadržano njegovo rodno ime (Richard David James), a na samom se albumu pojavljuje zvuk softverskog sintesajzera i nekonvencionalnih beatova. John Bush s mrežnog mjesta AllMusic napomenuo je da je to prvi Jamesov studijski album na kojem se bavio jungleom; izjavio je i da je taj album "ekstremniji od gotovo sveg junglea koji je nastajao u to doba", a činili su ga beatovi postavljeni preko sporijih melodija koje su karakterizirale Jamesove ranije ambijentalne radove. Pitchfork je smatrao da je u vrijeme njegove objave album bio jedan od "agresivnijih spojeva različitih elektroničkih oblika" i da "gotovo brutalan kontrast među njegovim elementima stvara pečat koji je svjež još od 1996." Glazbeni su kritičari pohvalili album te se pojavio na 40. mjestu Pitchforkove ljestvice "Top 100 albuma iz 1990-ih". Također se 2003. našao na 55. mjestu NME-ova popisa "Top 100 albuma svih vremena".
James je sljedeće godine stekao pozornost nakon objave EP-a Come to Daddy. Naslovna je pjesma nastala kao parodija na death metal i James je o njoj izjavio: "Come to Daddy nastala je dok sam hodao po kući, živcirao se i radio na tom lošem death metal-jingleu. Tad je bila reklamirana i za nju je snimljen spot, a ta je moja mala ideja, koja je bila šala, postala nešto veliko. To uopće nije bilo u redu." Glazbeni spot za pjesmu režirao je Chris Cunningham, a Jamesa je razočarao njezin uspjeh. Naslijedio ju je "Windowlicker", kritički i komercijalno uspješan singl; njegov je glazbeni spot također režirao Cunningham. Bio je nominiran za nagradu Brit u kategoriji "Najbolji britanski video" 2000.

### 2000. – 2009.:Drukqsi serijaAnalord
Godine 2001. Aphex Twin objavio je Drukqs, eksperimentalni dvostruki album na kojem su prisutni klavir kojim upravlja računalo (nadahnut glazbom Erika Satieja i Johna Cagea) i abrazivne, brze, detaljno programirane skladbe. Nazivi pjesama uglavnom su napisani na kornijskom – primjerice, "Jynweythek Ylow" ("Glazba stroja"). Rolling Stone izjavio je da su klaviriska djela "besciljno prekrasna". Album je podijelio recenzente; budući da je Jamesovo sljedeće veće izdanje objavila njegova vlastita diskografska kuća Rephlex, neki su vjerovali da je Drukqs objavljen radi raskida ugovora s Warp Recordsom. Glazbenik je novinarima rekao da je u avionu slučajno ostavio MP3 player koji je sadržavao velik broj novih pjesama (znane kao "Aphex Twin – neobjavljene pjesme") i da je ubrzao objavu albuma kako bi spriječio da album procuri na internet. Iste je godine James objavio kratkotrajni EP 2 Remixes By AFX, koji sadrži remiksane skladbe 808 Statea i DJ Pierrea. Na njemu se usto nalazi i neimenovana treća skladba koja se sastoji od SSTV slike s visokofrekventnim zvukovima, koja se prikladnim softverom (kao što su MultiMode za Macintosh ili MMSSTV za Windows) mogla dekodirati u vidljivu sliku. Godine 2002. James je nominiran za nagradu Brit u kategoriji "Najbolji Britanac".
Godine 2005. James je pod svojim prethodnim pseudonimom AFX objavio jedanaestodijelnu seriju Analord: čini je ukupno 11 EP-ova s ukupno 42 skladbe (na svakom se EP-u najčešće nalazi od dvije do četiri skladbe). Serija je nastala reproduciranjem i sekvenciranjem analogne i digitalne elektroničke glazbene opreme kao što su sintesajzer i bubnjarski stroj (uglavnom Roland 303, 808 i 909), čiji su zvukovi snimljeni na magnetsku vrpcu i naposljetku uvršteni na gramofonsku ploču. James se također poslužio svojom zbirkom starijih sintesajzera i bubnjarskih strojeva, od kojih su neki u to vrijeme već bili rijetki. Neke knjižice albuma sadrže fotografije rijetkih sintesajzera poput Synton Fenixa, sekvencera Roland MC-4, koji je ozloglašen po složenom procesu programiranja, i Rolanda TB-303.
James je pedantno snimao, masterirao i otisnuo ploče. Rabio je nekoliko preša za ploče dok nije bio zadovoljan kvalitetom svakog EP-a. James preferira ploče i kasete nad digitalnim uradcima. Međutim, Wilson-Claridge, suvlasnik diskografske kuće, uvjerio ga je u to da objavi kompilaciju na CD-u (Chosen Lords) s 10 pjesama iz serije Analord. Seriji Analord ju prosincu 2009. dodano je još dvadeset skladbi (mogu se preuzeti sa službenih internetskih stranica Rephlex Recordsa) i sada svaki EP sadrži do devet skladbi.
Mediji su 2007. počeli nagađati da Aphex Twin snima pod novim pseudonimom The Tuss iako se projekt pripisivao imenima "Brian Tregaskin" i "Karen Tregaskin". The Guardian i ostale novine pisale su o glasinama da je The Tuss pseudonim Richarda D. Jamesa ili da je projekt ishod suradnje s njim. Suprotstavljajući se takvu mišljenju, Wilson-Claridge u intervjuu održanom te godine preko e-pošte izjavio je da The Tuss nije James: "Čini se da su ljudi zainteresiraniji za nagađanja i slavne osobe nego za sadržaj, kvalitetu ili glazbu. Pazite da ne propustite nešto vrlo dobro što nije baš slavno." Međutim, sve su skladbe The Tussa bile uvrštene u BMI-jev repertoar pod imenom "James Richard David" i dva uratka The Tussa koriste se Yamahom GX1, vrlo rijetkim i skupim analognim sintesajzerom za koji se zna da je u Jamesovu vlasništvu.
Kad je Syro najavljen 2014. godine, Bleep.com potvrdio je da je The Tuss drugi naziv za Aphexa Twina. U intervjuu koji je prethodio Syru s nizozemskim časopisom OOR, James je konačno potvrdio da je bio zaposlen "snimajući dva EP-a kao The Tuss".

### 2010. – 2015.:Syro
U intervjuu za britanski časopis Another Man u listopadu 2010. James je izjavio da je dovršio šest albuma (među kojima je bila i preuređena inačica neobjavljena uratka Melodies from Marsa, koji je izvorno bio u pripremi tijekom rada na albumu Richard D. James Album).
U lipnju 2011. Jamesa su intervjuirale španjolske novine El País. Upitan o tih šest albuma, James je odgovorio: "Već ih je sastavljeno više od 10 ili 11, a mnogo je pjesama siročad". Također je komentirao da će se novi album "ubrzo pojaviti" i da je razlog tomu što je mnogo vremena prošlo od objave posljednjeg albuma taj što se razvodio od svoje supruge, no neki su obožavatelji pretpostavili da je takav komentar zapravo šala. U rujnu 2011. James se pojavio kao Aphex Twin na koncertu u počast avangardnom poljskom skladatelju Krzysztofu Pendereckom. Uz Radioheadova je gitarista Jonnyja Greenwooda James izveo svoj remiks Pendereckove "Tužaljke za žrtve Hirošime", kao i svoju inačicu "Polimorfije" na počasnom koncertu u Poljskoj. Sljedećeg je mjeseca Aphex Twin bio dio postave koja je nastupila na pariškom festivalu Pitchfork Music Festival.
U listopadu 2012. Jamesov je takozvani "orkestar na daljinsko upravljanje" bio zaslužan za trodijelnu izvedbu u Londonu, u kojoj se našao i "Interactive Tuned Feedback Pendulum Array", izveden u počast "Pendulum Musica" Stevea Reicha, dodatno se nadovezavši na nj.
Caustic Window, album iz 1994. (izvorno objavljen u testnoj inačici u nakladi od barem pet primjeraka, poslanih µ-ziqu, Cylobu i Wilson-Claridgeu), objavljen je 16. lipnja 2014. u digitalnoj inačici za podupiratelje kampanje na Kickstarteru; tom se kampanjom organizirala kupovina gramofonske ploče koju je prodavao anonimni prodavač na Discogsu. Kupovinu ploče i naknadnu ekstrakciju podataka s ploče organizirao je We Are the Music Makers, internetski forum o elektroničkoj glazbi. Skupno financiranje odobrili su Rephlex Records i James te je svaki pridonositelj smio zadržati vlastiti digitalni primjerak albuma. Kad je kampanja završila, ploča je stavljena na aukciju na stranici eBay i kupio ju je Markus Persson, dizajner videoigre Minecraft.
Zeleni je blimp s logotipom Aphexa Twina i natpisom "2014" na jednoj svojoj strani preletio iznad Londona 16. kolovoza 2014. O viđenju blimpa izvijestili su glazbeni časopisi NME i Pitchfork. Ubrzo nakon toga na Twitteru se pojavila fotografija koja prikazuje nasprejani logotip Aphexa Twina na pješačkoj stazi u blizini Radio City Music Halla u New York Cityju. Dva je dana poslije službena stranica Aphexa Twina na Twitteru podijelila poveznicu prema skrivenoj usluzi kojoj se moglo pristupiti uporabom Tora, preglednika dubokog weba; na njoj su objavljeni naziv i popis pjesama nadolazećeg albuma pod imenom Syro, prvog studijskog albuma Aphexa Twina od Drukqsa iz 2001.
Dana 21. kolovoza 2014. internetski glazbeni časopis Pitchfork podijelio je službeno priopćenje za tisak i u njemu objavio naslovnicu albuma te dodatne detalje o njemu. Diskografska je kuća Warp objavila Syro 23. rujna 2014., a njegovu je naslovnicu, koja nalikuje na račun, načinio Designers Republic. Ograničenu box set-inačicu albuma od 200 primjeraka objavio je Bleep. Zainteresirani su se kupci trebali prijaviti za lutriju kako bi se kvalificirali.
James je 23. siječnja 2015. objavio EP Computer Controlled Acoustic Instruments pt2.

#### 2014. – 2015.: Skladbe na SoundCloudu
U intervjuu o Syru u studenom 2014. James je izjavio da je stvorio još jedan niz pjesama pod imenom Modular Trax; sastoji se od 21 pjesme koje su bile objavljene na SoundCloudu – i intervju i skladbe naknadno su uklonjeni.
Od siječnja do studenog 2015. anonimni je korisnik, služeći se imenima "user487363530", "user4873635301", "user48736353001" i naposljetku "user18081971", na SoundCloudu objavio 268 skladbi (kasnije uklanjajući pjesme "4 Red Calx" i "5 Girl Boy Dark Version"). Philip Sherburne izjavio je u Pitchforku:

... obilježja produkcije podsjećaju na određene trenutke u Jamesovu katalogu ... Možete čuti iste strojeve, iste procese i, uza sve to, iste ideje – ako ovo nije James, onda je glazbenik koji mu je u svemu ravan, a kakve su samo šanse da bi netko takav mogao ostati neotkriven sve ove godine?
Mike Paradinas (μ-Ziq), koji je radio s Jamesom na albumu Expert Knob Twiddlers iz 1996., potvrdio je autentičnost nekoliko skladbi. Isti je dan službena stranica Aphexa Twina na Twitteru podijelila poveznicu prema stranici korisnika "user48736353001" na SoundCloudu. U članku za Guardian Stuart Aitken izjavio je kako bi eksperimenti Aphexa Twina na SoundCloudu i ostalim digitalnim medijima trebali ohrabriti glazbenike da na sličan način istraže kreativne mogućnosti interneta.
Dana 27. veljače 2015. James je na SoundCloudu stvorio popis za reprodukciju pod imenom "saw 1.5" koji se sastojao od 11 pjesama, vrlo vjerojatno skladbi koje se nisu pojavile na albumu Selected Ambient Works 85–92. Komentirao je da "ima još inačica pjesama koje su objavljene na [albumu] SAW 1, a one će se, nadam se, jednog dana naći na reizdanju, pa ih čuvam za to". U svibnju je James kompilirao 36 skladbi u popis za reprodukciju "Surfing on Sine Waves 2" i izjavio: "Sve je masterirano kako spada, volio bih da Warp ovo objavi, možda kao dvostruki album."
Jamesov je sekundarni račun na SoundCloudu 6. svibnja 2015., s 200 i više objavljenih pjesama, izbrisan bez ikakva objašnjenja. Dva se dana poslije račun ponovno pojavio pod imenom "user18081971"; na njemu su se nalazile sve prethodno izbrisane pjesme i svi prethodno napisani komentari. Novo ime odnosi se na Richardov datum rođenja, 18. kolovoza 1971.
Richard je 1. srpnja 2015. na službeni račun Aphexa Twina na SoundCloudu objavio novu skladbu i najavio novi EP pod imenom Orphaned Deejay Selek 2006-2008, vrativši se pseudonimu AFX prvi put od serije Analord. Otada su gotovo sve skladbe na računu user18081971 izbrisane.

### 2016. – danas:CheetahiCollapse
Dana 5. lipnja 2016. Aphex Twin objavio je poster kojim je najavio nadolazeći EP Cheetah. EP sadrži neke skladbe koje su bile na Jamesovu SoundCloudu. EP je objavljen 8. srpnja te godine. Za pjesmu "CIRKLON3 [ Колхозная mix ]" objavljen je i glazbeni spot koji je režirao Ryan Wyer, tada dvanaestogodišnji obožavatelj Aphex Twina iz Rusha u Irskoj. Wyer je neko vrijeme objavljivao videozapise o svojem zanimanju za Aphexa Twina, a na njih su potom naišli James i Warp, koji su ga zamolili da snimi službeni spot. Bio je to prvi službeni spot za skladbu Aphexa Twina u 17 godina.
James je 17. prosinca 2016. nastupio na festivalu Day for Night u Houstonu u Teksasu, pojavivši se u SAD-u prvi put nakon osam godina. Bezimena je dvanaestoinčna gramofonska ploča prodavana isključivo na tom festivalu; sadrži dvije desetominutne skladbe, koje su različite inačice istog materijala.
James je 3. lipnja 2017. nastupio na festivalu Field Day i objavio EP London 03.06.17 u ograničenoj nakladi. Jamesov je nastup na internetu pratio NTS Radio i naknadno je objavljen na YouTubeu. Sljedećeg je dana, nakon Jamesova nastupa na festivalu Forbidden Fruit u Kilmainhamu, Ryan Wyer sa svojim roditeljima došao na pozornicu kako bi pozdravio publiku. Wyer je objavio vlog u kojem je prikazao svoje iskustvo iza kulisa tijekom Jamesova nastupa.
Prodavaonica albuma u Ypsilantiju pod imenom Technical Equipment Supply (TECH.EQPT.SPLY) 19. lipnja 2017. objavila je jedinstveni uradak koji sadrži dvije skladbe Aphexa Twina koje su bile izbrisane na SoundCloudu.
Na službenoj stranici Aphexa Twina 5. lipnja 2017. pojavio se neobjašnjeni vremenski brojač. Dana 20. lipnja 2017. otkriveno je da je u pitanju odbrojavanje do otvaranja nove internetske trgovine. Trgovina sadrži otprilike pola njegovih albuma, a na svakom od njih nalaze se i neobjavljene dodatne skladbe; neke od njih prethodno su bile objavljene na SoundCloudu. Trgovina sadrži i službenu, produženu inačicu albuma objavljena tijekom njegova nastupa na Field Dayu, ali i album koji dokumentira njegov intervju s Tatsuyom Takashijem, bivšim inženjerom Korga.
Na trgovinskom je forumu James izjavio da se bavi kompiliranjem ambijentalnih skladbi iz svojeg ranog glazbenog razdoblja kako bi ih objavio pod imenom "Selected Ambient Works 1.5" (taj bi uradak samo djelomično bio sličan istoimenom popisu za reprodukciju koji je objavio 2015.). Kompilacija bi trebala biti objavljena u digitalnoj i gramofonskoj inačici.
Logotip AphexaTwina pojavio se 28. srpnja 2018. u podzemnoj željeznici na zidovima stanice Elephant and Castle u južnom Londonu, na zidu u središtu Torina i pokraj prodavaonice albuma Amoeba Music na Sunset Boulevardu. Te su iznenadne pojave logotipa potakle govorkanja o mogućoj objavi novog albuma. Dana 7. kolovoza 2018. potvrđeno je da će novi EP Collapse biti objavljen 14. rujna 2018. Naziv EP-a prvi je put objavljen 5. kolovoza u nejasnoj izjavi za tisak napisanoj na lošem engleskom jeziku, a informacije je mutila trodimenzionalna slika logotipa objavljena u Londonu, Torinu i Hollywoodu.
Glazbeni spot za EP Collapse izvorno je trebao biti prikazan na Adult Swimu, ali je naposljetku otkazan jer je pao Hardingov test. Umjesto toga službeni je glazbeni spot za pjesmu "T69 Collapse" objavljen na YouTubeu.

## Glazbeni stil
U intervjuu s časopisom Space Age Bachelor koji se odvio u rujnu 1997., James je izjavio da je skladao ambijentalnu glazbu već kao trinaestogodišnjak, ima "više od stotinu sati" neobjavljene glazbe i da je izumio softver za skladanje glazbe koji čine algoritamski procesi koji automatski stvaraju ritam i melodiju. U istom je intervjuu tvrdio da je iskusio sinesteziju i uvrstio lucidne snove u svoje skladbe. U intervjuu sa Simonom Reynoldsom iz 1993. tvrdio je da je namjeran nedostatak sna utjecao na njegove uratke.
Jamesova je diskografska kuća Rephlex Records, čiji je bio vlasnik s Grantom Wilson-Claridgeom, 1991. stvorila izraz "braindance" kako bi opisala glazbu Aphexa Twina. Prema riječima kuće: "Braindance je žanr koji obuhvaća najbolje elemente svih žanrova, primjerice tradicionalne glazbe, klasične glazbe, elektroničke glazbe, popularne glazbe, suvremene glazbe, industrijalne glazbe, ambijentalne glazbe, hip-hopa, electra, housea, techna, breakbeata, hardcorea, ragge, garagea, drum and bassa itd." U recenziji za Astrobotnijin album Parts 1, 2 & 3 koji je objavio Rephlex, Pitchforkov je recenzent 2002. izjavio:

Breakbeat je oslobodio producente tereta nemilosrdnih gaženja four-to-the-floor i tako je "braindance" izbjegao suprotnosti uma i tijela u elektroničkoj glazbi – to je ritmički hiperaktivan, složen žanr koji zadržava klupske korijene, a slušateljevoj strastvenoj mašti daje fantastično savitljive udove.
The Guardian je 2001. komentirao da su Jamesovi glazbeni predci Karlheinz Stockhausen, John Cage, Kraftwerk, Brian Eno i Derrick May. James je objavio Music from the BBC Radiophonic Workshop, kompilaciju glazbe koju su snimili pioniri BBC Radiophonic Workshopa (među kojima je i Delia Derbyshire), pokazujući tako i svoje druge utjecaje. Iako je rekao "da baš i ne voli rock & roll", poštuje Led Zeppelin (kao izvor "odličnih ritmova") i Pink Floyd (zbog njegove psihodelične glazbe).
Intelligent dance music (IDM) pojam je koji se spominje na glavnoj stranici popisa e-adresa Intelligent Dance Musica (IDM) (stvorenog u kolovozu 1993.); njime se opisuje glazba Aphexa Twina i serije albuma Artificial Intelligence, koju je objavio Warp Records. Serija sadrži Jamesove snimke pod pseudonimom Polygon Window i rane radove glazbenika kao što su Autechre, Black Dog, projekt FUSE Richieja Hawtina i Speedy J. Pojam se proširio do Sjedinjenih Američkih Država i po internetskim forumima. James je o izrazu IDM u intervjuu iz 1997. izjavio:

## Imidž i pseudonimi
Jamesovo lice, cereće ili iskrivljeno, pojavljuje se na omotima njegovih albuma, glazbenih spotova i pjesama. Prema njegovim je riječima takav motiv nastao kao odgovor producentima techno-glazbe koji su skrivali svoje identitete:
Naslovnica albuma ...I Care Because You Do prikazuje sliku Jamesa, a naslovnica Richard D. James Albuma sadrži fotografiju njegova lica u krupnom planu. Njegovo je lice umetnuto na tijela drugih ljudi u glazbenim spotovima za pjesme "Come to Daddy" i "Windowlicker". Pri kraju druge skladbe na singlu "Windowlicker" (poznatoj kao "Equation") nalazi se steganogram fotografije Jamesova lica koji se može otkriti spektrogramom. Druga je slika Jamesa i suradnika Toma Jenkinsona uvrštena (u SSTV formatu) u tekst treće skladbe na albumu 2 Remixes by AFX pod imenom "Bonus High Frequency Sounds". Za neke se uratke koristio i vlastitom fotografijom, pa je tako i zaslužan za omot albuma Selected Ambient Works Volume II.
James je snimao albume pod imenima AFX, Blue Calx, Bradley Strider, The Universal Indicator, Brian Tregaskin, Caustic Window, The, Smojphace, GAK, Karen Tregaskin, Martin Tressider, PBoD (Phonic Boy on Dope), Polygon Window, Power-Pill, Q-Chastic, Dice Man, The Tuss i Soit-P.P. U intervjuu iz 1997. progovorio je o razlikama među radovima objavljenim pod različitim imenima i izjavio da "nema neke velike teorije. To su samo stvari za koje osjećam da bi ih bilo dobro napraviti u određeno vrijeme i doista ne znam zašto. Odabirem pjesme za određene stvari i samo to činim. Ne znam što to znači".
U intervjuu iz 2001. godine komentirao je dvosmislenu prirodu svojih uradaka i nagađanja koji okružuju brojne anonimne glazbenike koji se bave elektroničkom glazbom: "Mnogo ljudi misli da je sve elektroničko moje. Pripisuje mi se toliko puno stvari da je to nevjerojatno. Praktički sam svatko, pretpostavljam – svatko i nitko".

## Utjecaj i nasljeđe
Usporivanjem njegove pjesme "#5" s albuma Selected Ambient Works Volume II iz 1994. nastala je pjesma "City of Lost Angels". Ta se inačica pjesme našla na videoigri Fallout 1 koju je 1997. objavio Interplay Entertainment.
U članku za The Guardian 2001. novinar Paul Lester nazvao je Jamesa "najinventivnijom i najutjecajnijom osobom u suvremenoj elektroničkoj glazbi".
Thomas Bangalter iz grupe Daft Punk 2007. je naveo Aphexa Twina (posebice "Windowlicker") kao utjecaj na album Discovery. Bangalter je izjavio da mu se pjesma svidjela jer "nije velika klupska stvar, ali nije ni opuštena, tiha".
Thom Yorke, frontmen grupe Radiohead, 2013. je izjavio da je Aphex Twin njegov najveći glazbeni uzor: "Aphex mi je otvorio vrata u novi svijet u kojem nije bilo moje jebene električne gitare ... Mrzio sam svu glazbu koja je tada okruživala Radiohead, bila je potpuno jebeno besmislena. Mrzio sam pomamu za Britpopom i onim što se događalo u Americi, ali Aphex je bio tako prekrasan, a gotovo da smo i vršnjaci." Iako je utjecao na Radiohead, pogotovo na njegov album Kid A, James je odbio otići na turneju s njim: "Ne bih nastupao s njima jer mi se ne sviđaju."
Mike Edwards iz sastava Jesus Jones, dok je početkom 1993. govorio o objavi albuma Perverse, naveo je Jamesa kao glazbeni utjecaj.
Godine 2005. Alarm Will Sound objavio je album Acoustica: Alarm Will Sound Performs Aphex Twin, koji se sastoji od akustičnih aranžmana Jamesovih elektroničkih skladbi.
Komorni orkestar London Sinfonietta izveo je prilagođene inačice pjesama Aphex Twina 2006. godine.
John Frusciante, gitarist Red Hot Chili Peppersa, izjavio je da je Aphex Twin "najbolja stvar nakon rezanog kruha", a njegovi uradci Outsides i PBX Funicular Intaglio Zone prikazuju Jamesov utjecaj.
Minimalistički skladatelj Steve Reich, čiju je skladbu "Pendulum Music" James remiksao, pohvalio je Jamesa i njegov rad.
James je 2011. premijerno izveo nove skladbe s Radioheadovim gitaristom i skladateljem Jonnyjem Greenwoodom u suradnji s poljskim skladateljem Krzysztofom Pendereckim.
Animator David Firth u većinu svojih radova stavlja Jamesovu glazbu.
Časopis FACT Magazine 2012. je na svoj popis najboljih stotinu albuma iz 90-ih godina 20. stoljeća na prvo mjesto uvrstio Selected Ambient Works 85–92.
U lipnju 2014. Answer Code Request (Patrick Gräser) u paragrafu "Utjecaji" na mrežnom mjestu Ransom Note komentirao je da je James "producent koji ga uvijek nadahnjuje". Gräser se okoristio pjesmom "Analogue Bubblebath 1" kako bi oprimjerio Jamesov utjecaj: "Pretpostavljam da ga njegova opsjednutost vlastitom glazbom čini tako briljantnim."
Wes Borland, gitarist skupine Limp Bizkit, u lipnju je 2014. izjavio da bi, kad bi trebao odabrati jednu pjesmu koju bi morao slušati do kraja života, odabrao "Cliffs" ili možda "Rhubarb" sa Selected Ambient Worksa II.
Skrillex je u prosincu 2015. spomenuo da 'je neke od njegovih omiljenih skladbi skladao Aphex Twin'.

## Privatni život
James je sebe u intervjuu s Guardianom opisao ovako: "Ja sam samo jedan iritantan, lažljiv, crvenokos dječak iz Cornwalla kojeg je trebalo zatvoriti u neku instituciju za preodgajanje mladih. Samo sam uspio pobjeći i pridobiti ljude glazbom."
U intervjuu s FACT-om 2010. James je otkrio da je živio u Škotskoj nakon što se preselio iz Londona, a prema FACT-ovim je riječima "opjevao vrline" svoje nove rezidencije. Od 2014. živi u Škotskoj sa svojom dvojicom sinova iz prvog braka i drugom suprugom, ruskom studenticom umjetnosti.

## Oprema
| Hardver - Akai MPC60 - Akai S950HXC - Alesis Quadraverb - Casio FZ 10 - Casio SK-1 - Cirklon Sequencer - EMS Synthi 100 - EMS Vocoder 2000 - Ensoniq ASR-10 - Ensoniq Mirage - Elektron Analog Rytm 8 voice Drum Computer - Elka Synthex - Eurorack Modular - Elysia Mpressor - Three Korg MS-20s - Korg DS8 - Korg Minipops 7 (with midi mod) - Korg Minilogue - Korg Monologue - Korg Poly-61M - Korg PS3200 - Korg PS3300 x3 - Korg Volca keys - Korg Volca beats - Korg Volca sample - Oberheim Matrix 1000 - Roland 100m - Roland MC-4 Microcomposer - Roland MKS-80 - Roland SH-101 - Roland TB-303 - Roland TR-606 - Roland TR-626 - Roland TR-707 - Roland TR-808 - Roland TR-909 - Synton Fenix - Synthacon 9 - Sequential Circuits Studio 440 - UPIC - Yamaha CS 5 - Yamaha DX1 - Yamaha DX100 - Yamaha GX-1 - Yamaha TX16W - Serge Modular | Softver - Ableton Live - Audacity - Cubase - Logic Pro - Max - PlayerPro Tracker - Pro Tools - Reaktor - Reason - ReCycle - Renoise - SuperCollider - Traktor |

## Odabrana diskografija
Studijski albumi kao Aphex Twin
- Selected Ambient Works 85–92 (1992.)
- Selected Ambient Works Volume II (1994.)
- ...I Care Because You Do (1995.)
- Richard D. James Album (1996.)
- Drukqs (2001.)
- Syro (2014.)

## Vanjske poveznice
- Aphex Twin na internetskoj stranici Warp Recordsa
- Aphex Twin na internetskoj stranici Curlie
- Diskografija na Discogsu
- Profili na Soundcloudu: Aphex Twin, user48736353001, user18081971